# Medyny

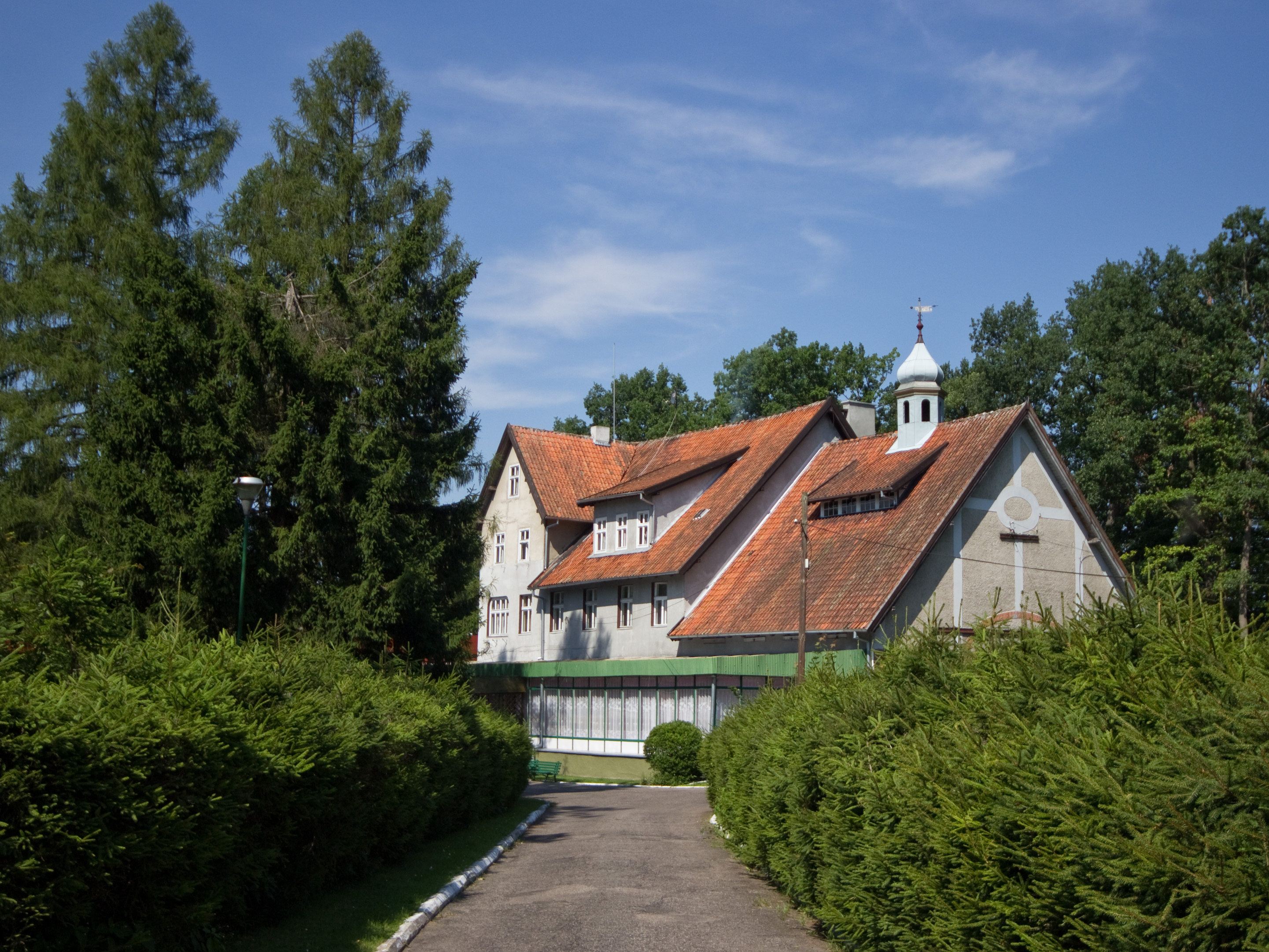
„Zacisze Leśne“ in Medyny – ein „Rückzugsort im Wald“

Medyny (deutsch Medien) ist ein Dorf in der polnischen Woiwodschaft Ermland-Masuren. Es gehört zur Landgemeinde Lidzbark Warmiński (Heilsberg) im Powiat Lidzbarski (Kreis Heilsberg).

## Geographische Lage
Medyny liegt am Flüsschen Simser (polnisch Symsarna) im nördlichen Westen der Woiwodschaft Ermland-Masuren, drei Kilometer südöstlich der Kreisstadt Lidzbark Warmiński (Heilsberg).

## Geschichte
Mehdien (erst nach 1785 Schreibweise Medien) war ein kleines Dorf und kam 1874 zum neu errichteten Amtsbezirk Heilsberg. Dieser gehörte zum ostpreußischen Kreis Heilsberg im Regierungsbezirk Königsberg.
Im Jahre 1910 waren in Medien 229 Einwohner registriert, 202 waren es im Jahre 1933 und 196 im Jahre 1939.
In Kriegsfolge wurde 1945 das gesamte südliche Ostpreußen an Polen abgetreten. Medien erhielt die polnische Namensform „Medyny“ und ist heute eine Ortschaft im Verbund der Gmina Lidzbark Warmiński (Landgemeinde Heilsberg) im Powiat Lidzbarski (Kreis Heilsberg), von 1975 bis 1998 der Woiwodschaft Olsztyn, seither der Woiwodschaft Ermland-Masuren zugehörig. Medyny zählte im Jahre 2021 179 Einwohner, wobei der Nachbarort Dębiec jetzt „część wsi Medyny“= „ein Teil des Dorfs Medyny“ ist.

## Religion

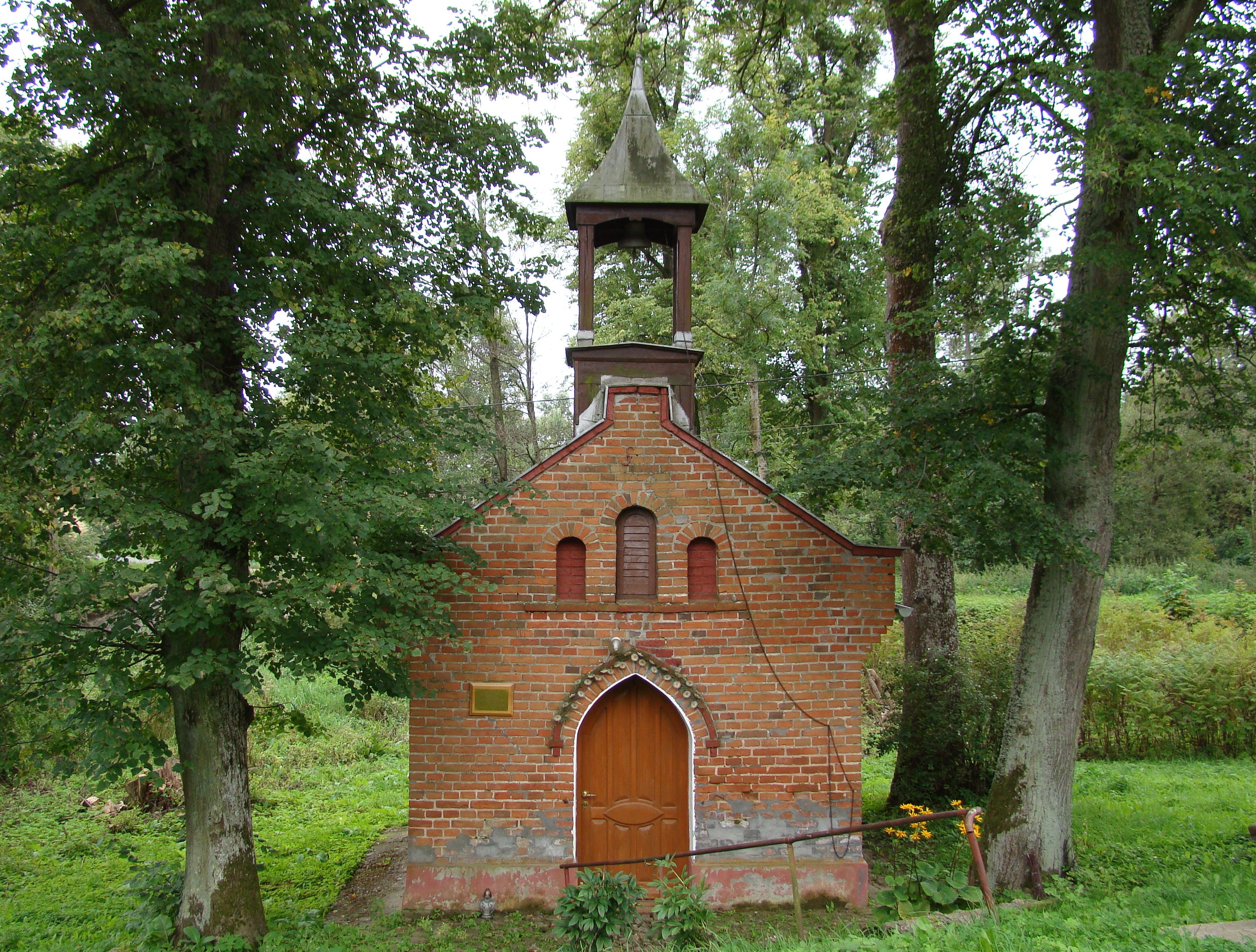
Bildstock in Medyny

Medyny gehört heute wie Medien bereits vor 1945 zur römisch-katholischen Pfarrei Lidzbark Warmiński im jetzigen Erzbistum Ermland.
Bis 1945 war Medien außerdem in die evangelische Kirche Heilsberg in der Kirchenprovinz Ostpreußen der Kirche der Altpreußischen Union eingepfarrt. Heute ist Medyny der Diözese Masuren der Evangelisch-Augsburgischen Kirche in Polen zugeordnet.

## Verkehr
Medyny liegt an der Nebenstraße 1535N, die bei Lidzbark Warmiński (Heilsberg) von der Woiwodschaftsstraße 513 abzweigt und über Klutajny (Klotainen) nach Żegoty (Siegfriedwalde) führt. Eine von Świętnik (Heiligenfelde) kommende Nebenstraße endet in Medyny.
Bis 1996 bestand eine Bahnverbindung über die Bahnstation in Czarny Kierz resp. Blumenau an die Bahnstrecke Czerwonka–Kornewo (ehemals Niedersee–Rothfließ–Zinten–Königsberg). Die Bahnanlagen sind inzwischen demontiert.